# Åkervättespindel
Åkervättespindel (Porrhomma microphthalmum) är en spindelart som först beskrevs av O. Pickard-Cambridge 1871.  Åkervättespindel ingår i släktet Porrhomma och familjen täckvävarspindlar. Arten är reproducerande i Sverige. Inga underarter finns listade i Catalogue of Life.